# Ciomas (Panjalu)
Ciomas is een bestuurslaag in het regentschap Ciamis van de provincie West-Java, Indonesië. Ciomas telt 6935 inwoners (volkstelling 2010).